# Са (буква арабского алфавита)
Са (араб. ﺙ‎; с̱а̄’) — четвёртая буква арабского алфавита. Са — одна из шести букв, которые не были заимствованы из финикийского алфавита. Используется для обозначения звука [θ]. Относится к солнечным буквам.

## Абджадия
Букве соответствует число 500.

## Произношение
В отличие (Т) -мягкой, арабская буква (Са)-межзубная — обладает тремя пирамидальными точками над своим каркасом.
«Точки ставятся „пирамидкой“, но в скорописи их иногда заменяют маленьким „уголком“ вершиной кверху». 
Звук, обозначаемый буквой, произносится с кончиком языка между зубами. 
Согласные [θ] и (ذ) являются шумными щелевыми межзубными звуками. Из них [θ] — глухой, а (ذ) — звонкий. При их произнесении кончик языка, помещенный между верхними и нижними зубами, образует с краем верхних зубов плоскую щель, через которую пропускается струя выдыхаемого воздуха.
В русском языке таких звуков нет. 
Буква ث обозначает средний междузубный согласный [θ] — глухую параллель арабского звонкого (ذ). 